# حسن باشت باوی
حسن باشت باوی(زاده ۱۱ فروردین ۱۳۰۶ آبادان _ درگذشتهٔ ۱۸ اردیبهشت ۱۳۹۷ گچساران) مشت‌زن و مربی مشت‌زنی ایرانی بود. از او با عنوان پدر بوکس ایران یاد می‌شود.
باشت باوی در ۱۳۰۶ در شهر آبادان متولد شد. او مشت‌زنی را سال ۱۳۲۳ زیر نظر یک مربی انگلیسی در آبادان به نام واگنر آغاز کرد. در ۱۳۲۸ باشت باوی نایب قهرمان بوکس کشور شد و پس از آن عناوین متعدد دیگری در مسابقات داخلی و خارجی به دست آورد. وی در ۱۳۳۷ وارد حرفهٔ مربیگری شد. بین سالهای ۱۳۵۱ تا ۱۳۵۴ باشت باوی مربی تیم ملی بوکس ایران بود و توانست با این تیم در بازی‌های آسیایی ۱۹۷۴ تهران به مقام قهرمانی برسد.شاگردان اسماعیل چنگالی
سالن بوکسی در گچساران به افتخار وی نامگذاری شده‌است.
در سال ۱۳۹۵ نیز از سردیس او در گچساران رونمایی شد. این سردیس مدتی پس از مدتی کوتاه به دست افراد ناشناس تخریب گردید.
باشت باوی ۱۸ اردیبهشت ۱۳۹۷ در سن ۹۱ سالگی در شهر دوگنبدان گچساران درگذشت.